# 拉普日
拉普日（法語：La Pouge，法語發音：[la puʒ]）是法国克勒兹省的一个市镇，属于盖雷区。

## 地理
拉普日（45°58'50"N, 1°56'42"E）面积7.58 平方千米，位于法国新阿基坦大区克勒兹省，该省份为法国中部省份，位于法國中央高原西北部，北起安德尔省和谢尔省，西接维埃纳省，南至科雷兹省，东临多姆山省，东北与阿列省接壤。
与拉普日接壤的市镇（或旧市镇、城区）包括：沙瓦纳、圣乔治拉普日、圣伊莱尔堡、维达亚。

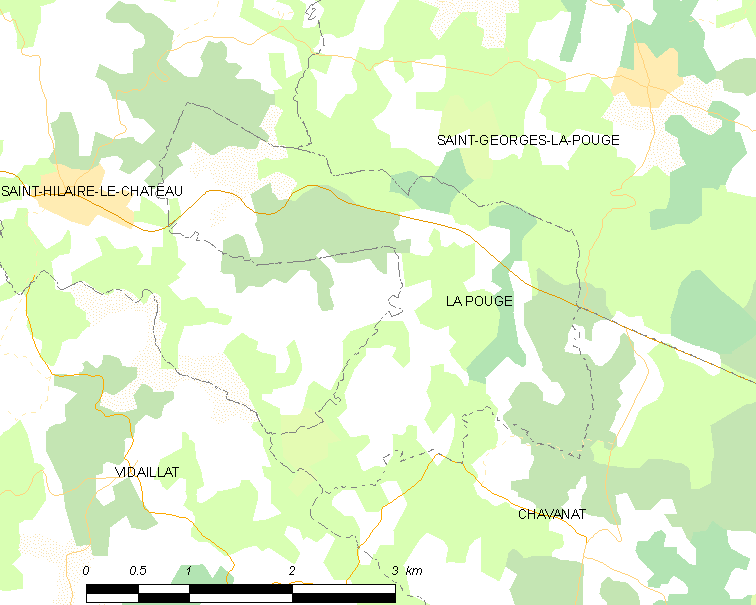
拉普日的OSM定位图

拉普日的时区为UTC+01:00、UTC+02:00（夏令时）。

## 行政
拉普日的邮政编码为23250，INSEE市镇编码为23157。

## 政治
拉普日所属的省级选区为阿安县。

## 人口

1962-2008年间拉普日人口变化图示

拉普日于2022年1月1日时的人口数量为96人。